# Послание в бутылке
Послание в бутылке, или бутылочная почта, — древний способ отправки сообщений адресату посредством засмолённой бутылки, которая произвольно направляется морским течением.

## Описание
Суть бутылочной почты заключается в том, что на куске бумаги или пергамента пишется текст, после чего послание сворачивается в виде свитка и кладётся в стеклянную или полиэтиленовую бутылку. Бутылка запечатывается и бросается в океан. Гонимая течениями бутылка прибивается к берегу, где её и находят.
В отличие от традиционных способов передачи сообщений, этот вид передачи сообщений не контролируется — куда течение занесет послание, можно только предполагать, но быть уверенным невозможно.

## История

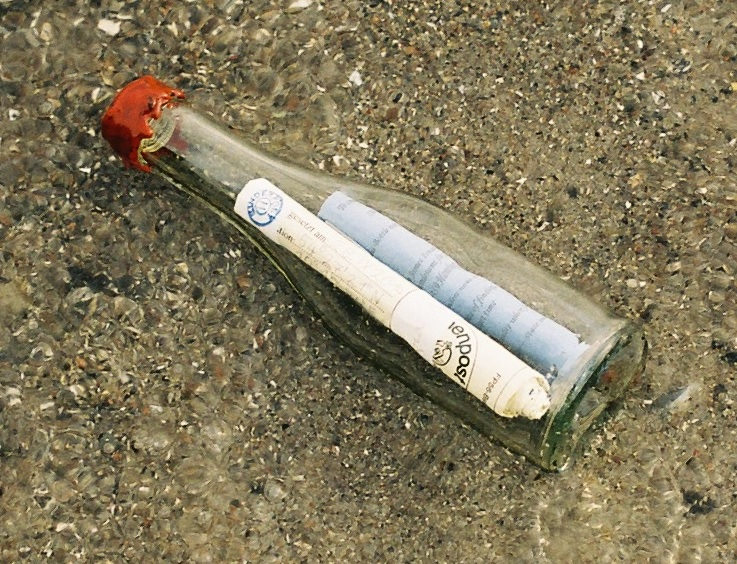
Послание в бутылке

Согласно одной из легенд, изобретателем пересылки посланий в бутылках был греческий философ Теофраст, около 310 года до н. э. бросивший за Гибралтаром несколько запечатанных сосудов с записками для отслеживания течений воды из Атлантического океана в Средиземное море. Через несколько месяцев один из сосудов обнаружен на берегу Сицилии. С той поры в истории описано множество случаев использования бутылочной почты.

## Бутылочная почта и мореплавание
В мореплавании имеются сотни историй, когда послания из бутылок оказывались единственными сведениями о судьбе пропавшего судна и его экипажа. Часто послание в бутылке оказывалось последней надеждой на помощь, вот только редко когда письмо приходило вовремя, чтобы успеть спасти отправителя.
В 1960 году при происшествии с советской самоходной баржой Т-36 члены её экипажа на 48 сутки пребывания в океане прибегли к помощи бутылочной почты: они соорудили буй из стеклянного шара от рыболовецких сетей, шеста и патронной гильзы, в которую положили записку. На шесте закрепили самодельный флаг ВМС СССР. На следующий день они были спасены, однако не благодаря «посланию в бутылке», судьба буя так и остаётся загадкой.

## Бутылочная почта и наука
Учёные вернулись к подобному методу исследования океанов только в XVIII веке, когда французский учёный метеоролог Лагеньер, возвращаясь во Францию с дежурства Сан-Доминго, бросал в океан бутылки с записками, одну из которых выловили в Бретани через несколько месяцев.
В России исследования течений подобным образом проводились в 1907—1912 годах в ходе изучения Японского и Охотских морей, когда за борт было выброшено более 10 000 бутылок.
Именно в рамках научного эксперимента Германской морской обсерватории в 1886 году была выброшена в Индийский океан бутылка, найденная через рекордный срок в 132 года на западном побережье Австралии.

## Дополнительные факты
- Мореплаватель и первооткрыватель Христофор Колумб на пути в Индию отправлял донесения испанской королеве Изабелле, надёжно закупорив их в бутылки и бросая в океан. Некоторые из этих посланий, гонимые течениями, были выловлены из воды и доставлены во дворец её величества. Одна из бутылок Колумба была подобрана в Гибралтарском проливе в 1852 году капитаном американского судна[9].
- В Англии с 1590 года и до конца XVIII века существовал закон, по которому каждого, кто осмелится самостоятельно разбить выловленную в море или найденную на берегу запечатанную бутылку, ждёт смертная казнь. Для чтения подобных посланий при дворе была учреждена должность «откупорщика океанских бутылок». Первым откупорщиком при дворе королевы Елизаветы I стал лорд Томас Тонфилд, который только за первый год пребывания в должности извлёк из бутылок 52 письма. По некоторым сведениям, когда он являлся к королеве с очередным докладом, она неизменно его спрашивала: «Ну, что пишет нам Нептун?»[10].
- Посланиями в бутылке в качестве способа передачи сообщений до сих пор пользуются жители некоторых индонезийских островов[11].
- До 1983 года самым протяжённым дрейфом бутылки считалась бутылка, отправленная в 1909 году с борта русской канонерской лодки «Манджур» (см. тип «Кореец») для исследования морских течений: она была подобрана у острова Беринга (Командорские острова) в 1967 году. 6 июня 1983 года рекорд был побит: на острове Мортон была обнаружена бутылка из-под лосьона, брошенная с борта английского парохода «Араватта» у берегов Австралии в 1910 году[9].
- В 2005 году в Коста-Рике были спасены 88 иммигрантов, которые отправили в бутылке в открытое море сообщение о крушении своего судна. К счастью, послание довольно быстро попало в сети местного рыбака[12].
- Капитан шотландского рыболовного судна выловил бутылку с запиской, выброшенную в море почти век назад. Эндрю Липер обнаружил послание в бутылке во время рыбной ловли. В послании, датируемом 10 июня 1914 года, было сказано, что капитан Браун из школы навигации выплатит вознаграждение в размере 6 пенсов тому, кто обнаружит эту бутылку. Моряк с того же корабля уже вылавливал бутылку с запиской 1915 года, которую отправили в море 98 лет назад с целью изучения подводных течений вокруг Шотландии (из 1980 бутылок были найдены 315)[13].
- Необычный профиль выбрал себе священник отец Джордж. Его назвали «бутылочным пастором» за то, что он бросал в море бутылки с молитвами-увещеваниями от алкоголизма. Говорят, те, кто вылавливал такую бутылку, считали это божьим провидением и бросали пить. На счету отца Джорджа — 20 тысяч таких посланий![14]
- Не всегда бутылочная почта используется для сообщений о катастрофах. В 1957 году 22-летний шведский моряк Аке Викинг бросил в море запечатанную бутылку с запиской на нескольких языках. Он просил, чтобы какая-нибудь молодая девушка ответила на его послание и прислала свою фотографию. Бутылку нашёл дядя 17-летней Паолины Пуццо, сицилийский рыбак. Девушка ответила шведскому парню и вскоре между ними завязалась оживлённая переписка, которая закончилась свадьбой[15][16].
- В марте 2018 года у побережья Австралии найдена бутылка со старейшим посланием из всех известных. Письмо было отправлено с борта немецкого парусника в июне 1886 года, то есть 132 года назад. До этого случая старейшим считалось послание в бутылке, отправленное 108 лет назад[17].
- В 2021 году — 141 день была в свободном плавании картина в бутылке белорусской художницы Виктории Валюк (Victoria Valuk). Картина «Много работы для пчел» («A lot of work for bees» by Victoria Valuk), написана маслом на холсте, имела статус артефакта номер 2. Она была сброшена в бутылке в Карибское море недалеко от острова Сен-Мартен (французские заморские территории) 24 февраля 2021 года влиятельным адвокатом в рамках персонального мирового арт-тур-шоу «Артефакт»[18] художницы Виктории Валюк[19]. 14 июля 2021 года эту бутылку с художественной работой и запиской благополучно нашли американцы в Атлантическом океане у берегов острова Маратон, Флорида, США, о чём и сообщили художнице, предъявив фотодоказательства.[20]
- В 2025 году 21 февраля - через 105 дней плавания в бутылке авторская картина маслом (художник Виктория Валюк / Victoria Valuk), оригинал, а не репродукция, переплыла в бутылке Средиземное море от берегов Турции до Александрии, где ее нашел местный спасатель, который прислал доказательства[21]. Картина была закрыта в бутылке вместе с запиской[22], это был артефакт номер 64 "Высоко в горах" (High in mountains, by Victoria Valuk) из ее одноименного художественного проекта - арт-тур-шоу "Артефакт".  Молодой человек прислал[23] фото доказательства[24] художнице[25] в социальной сети. 1 июня 2025 года за 35 дней переплыл[26] до Кипра артефакт номер 70, ее картина маслом "Осенний вечер" (Autumn evening by artist Victoria Valuk). Эта картина была найдена[27] в бутылке с запиской на[28] Северном Кипре, она плыла по[29] течениям с 27 апреля, когда ее уронили в воду от побережья Турции, район Анталии. Свидетели были Капитан яхты "Galleon" и пассажиры, оказавшиеся в день спуска бутылки в воду 27 апреля 2025г на яхте. По состоянию на июнь 2025 года еще 10 бутылочек с картинами художницы плавает где-то[30] в мировом океане. Кроме того, три ее другие картины в бутылочках находили на[31] следующий день, потому что их назад прибивало[32] к той же береговой линии, и далеко они не уплыли.

## Упоминания в произведениях культуры

### В литературе
- 1833 — рассказ Эдгара По «Рукопись, найденная в бутылке».
- 1860 — в романе Жюля Верна «Дети капитана Гранта» герои находят внутри акулы бутылку с просьбой о помощи.
- 1875 — роман Жюля Верна «Таинственный остров».
- 1869—1870 — роман Жюля Верна «Двадцать тысяч льё под водой».
- 1896 — роман Жюля Верна «Флаг родины».
- 1869 — в завязке романа Виктора Гюго «Человек, который смеётся» тонущие бандиты кидают в море бутылку с запиской о происхождении главного героя.
- 1939 — роман Агаты Кристи «Десять негритят».
- 1959 — детский рассказ Говарда Лавкрафта «Маленькая стеклянная бутылка».
- 1960 — Туве Янсон «Послание».
- 1970 — детская книга Астрид Лингрен «Пеппи Длинныйчулок в южных морях».
- Энид Блайтон, «Великолепная пятёрка и письмо в бутылке».
- Альфред Хичкок и Три Сыщика, «Таинственное письмо в бутылке» (для детей).
- 1980 — «Письмо в бутылке — Послесловие к рассказу» (исп. «Botella al mar. Epílogo a un cuento») — элегическое послание с Залива Сан-Франциско аргентинского писателя Хулио Кортасара английской актрисе Гленде Джексон, которая, не будучи лично знакома, вдохновляла его на литературное творчество (сб. «Мы так любили Гленду» / «Queremos tanto a Glendaa», 1980). Было опубликовано в его последнем сборнике новелл «Вне времени». «Deshoras» (1982) — «Полагаю, что только так и должны передаваться важные послания — неповоротливые бутылки, плывущие по неторопливым морским волнам…» (пер. В. Андреева).
- 2004 — «Бутылочная почта для папы» (нем. «Flaschenpost für Papa») — детская книга немецкого писателя Хуберта Ширнека.

### В музыке
- В 1979 году лондонская рок-группа The Police записала песню «Message in a Bottle» («Послание в бутылке»), ставшую первым номером в британских чартах:

I’ll send an SOS to the world

I hope that someone gets my

Message in a bottle …

### В кинематографе
- 1974 — Пираты Тихого океана
- 1975 — Земля, позабытая временем
- 1999 — Послание в бутылке, США
- 2007 — Переполох в Гималаях, ФРГ